# Олмстед (окръг, Минесота)
Окръг Олмстед (на английски: Olmsted County) е окръг в щата Минесота, Съединени американски щати. Площта му е 1694 km², а населението - 143 962 души. Административен център е град Рочестър.